# Wirtuoz (film)
Wirtuoz (ang. Grand Piano) – hiszpańsko-brytyjsko-amerykański thriller z 2013 roku w reżyserii Eugenio Miry, ze scenariuszem Damiena Chazelle'a. W rolach głównych wystąpili Elijah Wood i John Cusack. Zdjęcia kręcono w Chicago, Barcelonie i Las Palmas de Gran Canaria.
Fabuła obrazu skupia się na losach Toma Selznicka, stremowanego pianisty terroryzowanego podczas występu przez ukrytego snajpera. Premiera filmu odbyła się 20 września 2013 w trakcie Austin Fantastic Fest w Teksasie.

## Obsada
- Elijah Wood − Tom Selznick
- John Cusack − Clem
- Kerry Bishé − Emma Selznick
- Tamsin Egerton − Ashley
- Allen Leech − Wayne
- Alex Winter − pomocnik snajpera
- Dee Wallace − Marjorie Green

## Nagrody i wyróżnienia
- 2014, Nagrody Goya:
  - nominacja do nagrody Goya w kategorii najlepsza charakteryzacja (wyróżnione: Ana López Puigcerver, Belén López Puigcerver)[2]
- 2014, Cinema Writers Circle Awards, Spain:
  - nagroda CEC w kategorii najlepszy montaż (José Luis Romeu)[2]
  - nagroda CEC w kategorii najlepsza ścieżka dźwiękowa (Víctor Reyes)[2]
  - nominacja do nagrody CEC w kategorii najlepsza reżyseria (Eugenio Mira)[2]
- 2014, Gaudí Awards:
  - nominacja do nagrody Gaudí w kategorii najlepsza oryginalna ścieżka dźwiękowa (Víctor Reyes)[2]
  - nominacja do nagrody Gaudí w kategorii najlepsze kostiumy (Patricia Monné)[2]
  - nominacja do nagrody Gaudí w kategorii najlepszy dźwięk (Albert Manera, James Muñoz, José A. Manovel)[2]
  - nominacja do nagrody Gaudí w kategorii najlepsza charakteryzacja (Ana López Puigcerver, Belén López Puigcerver)[2]
  - nominacja do nagrody Gaudí w kategorii najlepszy film nakręcony w języku innym niż kataloński (studia filmowe: Nostromo Pictures, Grand Piano Productions, Atresmedia Cine, Telefónica Producciones)[2]
  - nominacja do nagrody Gaudí w kategorii najlepsze efekty specjalne/wizualne (Àlex Villagrasa, Raúl Romanillos)[2]
- 2014, Fright Meter Awards:
  - nominacja do nagrody Fright Meter w kategorii najlepsza ścieżka dźwiękowa[3]